# Proceratium toschii
Proceratium toschii är en myrart som först beskrevs av Mario Consani 1951.  Proceratium toschii ingår i släktet Proceratium och familjen myror. Inga underarter finns listade i Catalogue of Life.